# (4195) Эсамбаев
(4195) Эсамбаев — астероид главного пояса, открытый 19 сентября 1982 года Людмилой Черных в Крымской астрофизической обсерватории (посёлок Научный, Крым). Астероид был назван в честь известного советского артиста балета и эстрады, общественного деятеля, Народного артиста СССР, Героя Социалистического Труда Махмуда Эсамбаева.